# قهرمانی جام جی‌لیگ / جام سودامریکانا ۲۰۲۱
مسابقات قهرمانی جام جی‌‌لیگ / جام سودامریکانا ۲۰۲۱ قرار بود سیزدهمین دوره از مسابقات قهرمانی جام جی‌لیگ / جام سودامریکانا باشد؛ مسابقات فوتبال باشگاهی که توسط فدراسیون فوتبال ژاپن، هیئت حاکمه فوتبال ژاپن و کونمبول، هیئت حاکمه فوتبال آمریکای جنوبی در میان برندگان جام جی‌لیگ و جام سودامریکانا فصل قبل برگزار می‌شد. این دوره قرار بود بین دو تیم توکیو، قهرمان جام جی‌لیگ ۲۰۲۰ و دیفنسا جاستیکیا، قهرمان جام سودامریکانا ۲۰۲۰ برگزار شود. اما به دلیل محدودیت‌های دولت ژاپن برای شیوع ویروس کرونا و بازی‌های المپیک تابستانی ۲۰۲۰، این مسابقه باری دیگر لغو شد.

## تیم‌ها
| تیم             | فدراسیون             | نحوه صعود                   |
| --------------- | -------------------- | --------------------------- |
| توکیو           | فدراسیون فوتبال ژاپن | قهرمان جام جی‌لیگ ۲۰۲۰       |
| دیفنسا جاستیکیا | کونمبول              | قهرمان جام سودامریکانا ۲۰۲۰ |